# Impasse Hertenbrod
L'impasse Hertenbrod, est une voie de circulation de la ville de Colmar, en France.

## Situation et accès
Cette voie de circulation, d'une longueur de 40 m, se trouve dans le quartier centre.
On y accède par la rue Jean-Baptiste-Fleurent.
Cette voie n'est pas desservie par les bus de la TRACE.